# Glyptorhaestus boschmai
Glyptorhaestus boschmai is een insect dat behoort tot de orde vliesvleugeligen (Hymenoptera) en de familie van de gewone sluipwespen (Ichneumonidae). De wetenschappelijke naam van de soort werd voor het eerst geldig gepubliceerd in 1953 door H.G.M. Teunissen. De soort komt voor in Nederland; het holotype is afkomstig uit Heino. De naam is een eerbetoon aan professor Hilbrand Boschma uit Leiden.